# Jewish World Watch
Der Organisation Jewish World Watch (JWW) wurde vom Rabbi Harold M. Schulweis und von Janice Kamenir-Reznik im Jahr 2004 als jüdische Antwort auf den Völkermord in Darfur gegründet. Die Organisation setzt sich gegen Völkermord und für Bildung, für die Interessenvertretung der Betroffenen und für humanitäre Hilfen ein.

## Entstehung
Schulweis und Kamenier-Reznik gründeten Jewish World Watch angesichts der Gewalt im Gewalt im Darfur-Konflikt, die sie als Völkermord bewerteten. Zu Beginn waren ausschließlich Synagogen in Südkalifornien Mitglieder des JWW; inzwischen benennt JWW etwa 50 Synagogen bzw. jüdische Gemeinden in den USA als Mitglieder. Unterstützung erhält JWW landesweit von Schulen, Kirchen, Einzelpersonen, Communities und Partnerorganisationen, die sich gegen Völkermord engagieren.

## Ziele und Aktivitäten
JWW sieht sich als Ausdruck eines aktiven Judentums, das weltweit den Überlebenden von Massengrausamkeiten helfen und Menschen aller Religionen und Kulturen dazu inspirieren soll, sich dem Kampf gegen Völkermord anzuschließen.
JWW engagiert sich für Bildung, Interessenvertretung der Betroffenen und humanitäre Hilfe. Nach eigenen Angaben hat JWW mehr als 6 Millionen USD an Direkthilfen für die Menschen im Sudan und im Kongo aufgewendet.
Unter anderem gründete JWW im Jahr 2006 ein Projekt, das Frauen in Flüchtlingslagern die Erstellung, Verwendung und Wartung von Solarkochern ermöglichte, die dadurch nicht bei der Suche von Feuerholz ihr Leben riskieren mussten. Des Weiteren stifteten sie mehrere Kliniken. Das Projekt der Solarkocher wurde 2015 beendet, als es sich herausgestellt hatte, dass mit der Zeit die Nahrungsknappheit in den Lagern so erdrückend geworden war, dass die Frauen das Lager ohnehin zwecks Nahrungssuche verlassen mussten und die Menschen andere Hilfen benötigten. Das Solarkocherprojekt wurde später von der niederländischen Hilfsorganisation Fair Climate Fund übernommen.
JWW engagiert sich nach eigenen Angaben derzeit (Stand: Mai 2022) für Uiguren in China, für Zivilpersonen, Kinder und Kindersoldaten in der Demokratische Republik Kongo, für die Rohingya in Myanmar und im Bangladesch, mit Hilfen für Menschen in Darfur und im Südsudan sowie in Tigray in Äthiopien und Menschen in der Ukraine.
JWW veranstaltet jährlich einen Marsch gegen Völkermord („walk to end genocide“), der allen offen steht.

## Mitglieder und Mitgliedschaften
JWW ist Mitglied der Alliance Against Genocide. Im Jahr 2010 gründete JWW gemeinsam mit Howard G. Buffett, Humanity United, der Bridgeway Foundation und anderen Partnern die Eastern Congo Initiative (ECI).